# District de Cần Đước
Cần Đước est un district de la province de Long An dans la delta du Mékong au sud du Viêt Nam. 

## Géographie
La superficie du district de Cần Đước est de 185 km2. 
Le chef lieu du district est Cần Đước.